# Sonate pour violoncelle et piano d'Emmanuel
Pour les articles homonymes, voir Sonate pour violoncelle et piano.
La Sonate pour violoncelle et piano, op. 2, est une œuvre de Maurice Emmanuel composée en 1887. Le musicien, âgé de vingt-cinq ans, est encore étudiant au Conservatoire de Paris, dans la classe de Léo Delibes. Les audaces de la partition entraînent l'opposition farouche du professeur, qui l'empêche de se présenter pour le prix de Rome et le décourage de composer pour plusieurs années. 
La première audition de l'œuvre est retardée de près d'un quart de siècle : le 12 février 1921, par le violoncelliste Paul Bazelaire qui en reçoit la dédicace. Il s'agit de la première partition de musique de chambre de Maurice Emmanuel, où s'affirme déjà son goût pour les modes anciens.

## Composition

### Contexte
Maurice Emmanuel entreprend la composition de la Sonate pour violoncelle et piano en 1887, alors qu'il est encore étudiant au Conservatoire de Paris, dans la classe de Léo Delibes où il croise un autre élève de son âge, Claude Debussy. Dès la présentation des premières esquisses, la partition en mode de mi provoque la colère de Delibes, « qui multiplie désormais les brimades à l'égard d'un élève naguère prometteur, aujourd'hui exalté ». Cette œuvre « lui fait grincer les dents ! » et il s'en prend directement à ce jeune musicien qui « prétend réformer la musique ». Dans la biographie qu'il lui consacre, Christophe Corbier cite une phrase définitive de l'auteur de Lakmé : « Mon cher garçon, tant que vous écrirez de cette musique-là, vous pouvez rester chez vous ».

### Conséquences
L'opposition de Léo Delibes aux tendances musicales de son élève va jusqu'à empêcher Maurice Emmanuel de se présenter pour le prix de Rome, en 1888. Désavoué par son professeur, il se tourne vers Ernest Guiraud pour prendre des cours privés. C'est lors de soirées passées avec son nouveau professeur qu'il note les opinions de Claude Debussy, qu'il publiera après la mort de l'auteur de Pelléas et Mélisande et qui seront reprises par tous ses biographes, dont Harry Halbreich. La « vocation contrariée » n'en aura pas moins des conséquences à long terme sur la carrière de Maurice Emmanuel, qui oriente bientôt son activité vers la musicologie.

### Création
La Sonate pour violoncelle et piano était « en avance sur son temps ». De fait, elle n'est exécutée qu'après la première Guerre mondiale, le 12 février 1921 par le violoncelliste Paul Bazelaire qui en reçoit la dédicace, lors d'un concert Salle Érard, à Paris. L'œuvre est publiée la même année aux éditions Sénart, puis rééditée aux éditions Salabert.

## Analyse

### Structure
L'œuvre est en trois mouvements :
1. Allegro ( = 120) à 
, et 
 dans sa section centrale
2. Larghetto ( = 60) à
3. Gigue — Allegro molto ( = 100) à

### Audaces
Le premier mouvement de la Sonate ne respecte pas la forme sonate classique : Emmanuel se rattache à une tradition plus ancienne qui est celle de la sonate monothématique du XVIIIe siècle tout en l'enrichissant de quelques aménagements attendus. Beaucoup de modes sont utilisés dans cette sonate, le plus présent étant le mode de mi qui apparait dès le premier mouvement. Le compositeur utilise aussi les modes de sol, de la et de fa. L'usage de ces divers modes rend l'analyse harmonique parfois difficile. La fin du premier mouvement est structurée par la quarte augmentée, notamment à la basse et qui sert à « noyer le ton ». Pour le rythme, il y a une opposition constante entre les rythmes ternaires et les rythmes binaires, des appuis sur les contretemps et une souplesse de la carrure très présente. Selon Christophe Corbier, la Sonate pour violoncelle et piano présente une série de caractéristiques illustrant les idées de Maurice Emmanuel.

### Commentaires
Pour Henry Woollett, la Sonate pour violoncelle et piano est « proche de la forme classique, mais avec certaines variantes ». Le compositeur et musicographe relève ainsi « le premier thème de l'allegro [qui] est en si mineur avec do naturel — le deuxième en si mineur avec do dièse et la naturel. Le largo est en forme de lied : A-B-A. Le finale, en forme de gigue, est animé et rythmique ; il est assez longuement développé, l'œuvre étant de forme cyclique ».

## Postérité
Première partition de musique de chambre conservée par son auteur, la Sonate pour violoncelle et piano se situe « à mille lieues des lourdes machines franckistes, de leur chromatisme post-wagnérien, de leur expression grave et pathétique » selon Harry Halbreich. « Voici un triptyque net et concis, d'une verve jaillissante, d'une délicieuse fraîcheur modale, et dont la liberté d'allure et de forme annonce déjà les Sonates de Debussy, postérieures de près de trente ans ».
L'œuvre a été interprétée à plusieurs reprises par de grands interprètes comme Maurice Maréchal et Pablo Casals, qui témoignait de son admiration pour le mouvement lent.

## Discographie
- Claude Debussy, Sonate pour violoncelle et piano, Ernest Chausson, Trio pour piano, violon et violoncelle, op.3 et Maurice Emmanuel, Sonate pour violoncelle et piano, op.2 — interprétée par Marc Coppey (violoncelle) et Éric Le Sage (piano) — K617-135, HM 90, 2002,
- Maurice Emmanuel : musique de chambre — interprétée par Raphaël Perraud (violoncelle) et Laurent Wagschal (piano) — Timpani 1C1167, 2010.

### Ouvrages généraux
- Antoine Goléa, La musique, de la nuit des temps aux aurores nouvelles, Paris, Alphonse Leduc et Cie, 1977, 954 p. (ISBN 2-85689-001-6).
- Harry Halbreich, « Maurice Emmanuel », dans François-René Tranchefort (dir.), Guide de la musique de chambre, Paris, Fayard, coll. « Les Indispensables de la musique », 1987, 995 p. (ISBN 2-213-02403-0, OCLC 21318922, BNF 35064530), p. 307-309.
- Henry Woollett, « Emmanuel, Maurice », dans Walter Willson Cobbett (dir.), Dictionnaire encyclopédique de la musique de chambre, vol. I : A–J, Paris, Robert Laffont, coll. « Bouquins », 1999 (1re éd. 1929) (ISBN 2-221-07847-0), p. 444.

### Monographies
- Christophe Corbier, Maurice Emmanuel, Paris, Bleu nuit éditeur, 2007, 176 p. (ISBN 978-2-913575-79-0 et 2-913575-79-X).
- Sylvie Douche (dir.), Maurice Emmanuel, compositeur français, Université de Paris-Sorbonne (Paris IV), Prague, Bärenreiter, 2007, 288 p. (ISBN 978-80-86385-34-1 et 80-86385-34-5, OCLC 312635540).
- Edward Lockspeiser et Harry Halbreich, Claude Debussy, Paris, Fayard, 1980, 823 p. (ISBN 2-213-00921-X).